# Fernand de Montigny
Fernand Alphonse Marie Frédéric de Montigny (Anvers, 5 de gener de 1885 – Anvers, 2 de gener de 1974) va ser un arquitecte, tirador i jugador d'hoquei sobre herba belga que va competir durant el primer quart del segle xx. Durant la seva carrera esportiva disputà fins a cinc edicions dels Jocs Olímpics, entre 1906 i 1924, amb dues medalles de plata i tres de bronze guanyades.
El 1906 va disputar els primers Jocs Olímpics a Atenes. Allà guanyà la seva primera medalla de bronze en la competició d'espasa per equips, mentre en floret i sabre individual quedà eliminat en semifinals.
Als Jocs de Londres tornà a guanyar la medalla de bronze en la prova d'espasa per equips, mentre el 1912, als Jocs d'Estocolm, guanyà la medalla d'or en la competició d'espasa per equips.
Un cop superada la Primera Guerra Mundial disputà els Jocs d'Anvers, on guanyà una nova medalla de bronze, però en aquesta ocasió com a membre de l'equip belga d'hoquei sobre herba. En aquests Jocs va estar implicat en la construcció de l'Estadi Olímpic d'Anvers i la renovació de la pista de gel.
La seva darrera participació en uns Jocs fou el 1924, a París, i fou en aquesta darrera edició quan aconseguí els seus èxits més importants en guanyar dues medalles de plata en les proves d'espasa i floret per equips.